# Hyocrinus cyanae
Hyocrinus cyanae is een zeelelie uit de familie Hyocrinidae.
De wetenschappelijke naam van de soort werd in 1991 gepubliceerd door Jean-Pierre Bourseau, N. Améziane-Cominardi, R. Avocat & Michel Roux.